# Kenyentulus kangdingensis
Kenyentulus kangdingensis är en urinsektsart som beskrevs av Yinquiu Tang och Yin 1987. Kenyentulus kangdingensis ingår i släktet Kenyentulus och familjen lönntrevfotingar. Inga underarter finns listade i Catalogue of Life.